# Billy Bang
Billy Bang, nome d'arte di William Vincent Walker (Mobile, 20 settembre 1947 – Harlem, 11 aprile 2011), è stato un violinista e compositore statunitense, esponente di free jazz.

## Discografia parziale
- 1979 - Distinction Without a Difference
- 1979 - Sweet Space
- 1981 - Rainbow Gladiator
- 1982 - Invitation
- 1982 - Live at Green Space
- 1984 - The Fire from Within
- 1986 - Live at Carlos 1
- 1991 - Valve No. 10
- 1992 - A Tribute to Stuff Smith (con Sun Ra, John Ore, Andrew Cyrille)
- 1996 - Spirits Gathering
- 1997 - Bang On!